# ハリー・ボーラス

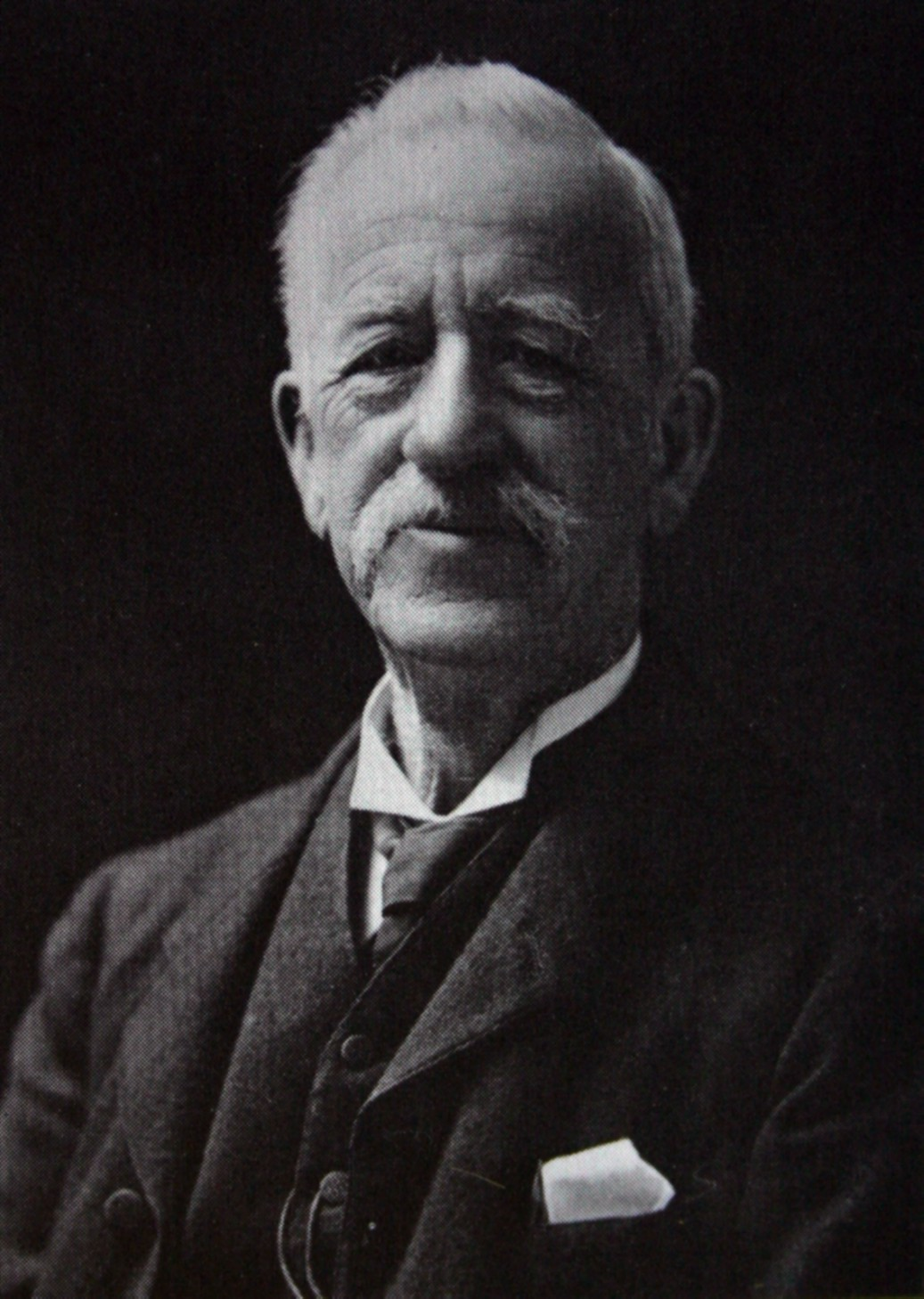
Harry Bolus

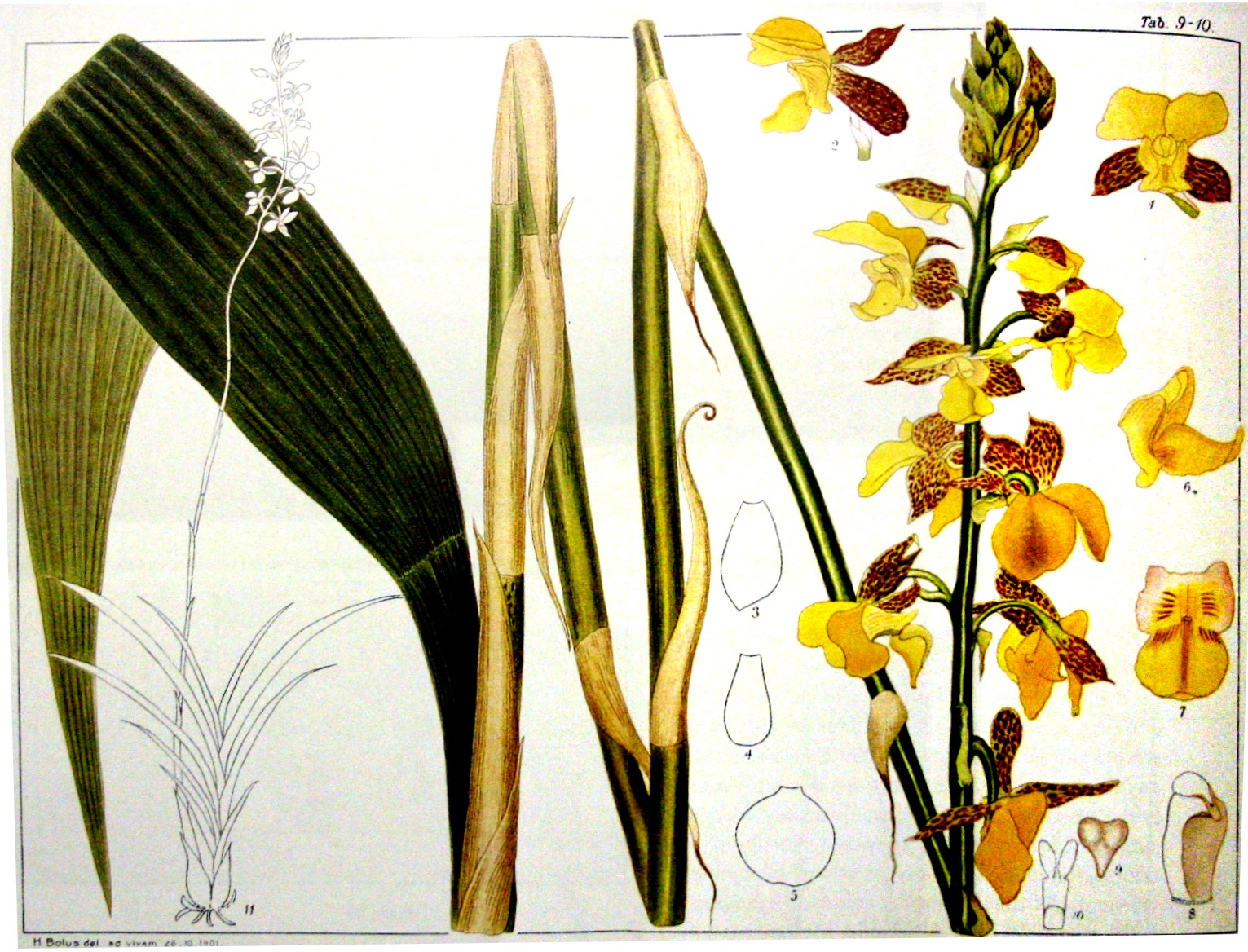
ボーラスの植物画、Eulophia streptopetala

ハリー・ボーラス（Harry Bolus、1834年4月28日 - 1911年5月25日）は、スコットランド生まれの南アフリカ共和国の植物学者、植物画家である。現在のケープタウン大学のボーラス標本館を設立し、大学に文献や資産を寄付した。

## 略歴
ノッティンガムに生まれた。ノッティンガムのキャッスル・ゲート・スクールで学んだ。校長のジョージ・ハーバートは南アフリカのグラハムズタウンに住むウィリアム・ケンジットと親しく、植物標本を受け取っていた。ケンジットの助手を探すことを求められた時、ボーラスが選ばれた。ボーラスは1850年3月に南アフリカのポート・エリザベスに渡った。2年間ケンジットと働き、イギリスにしばらく戻った後、再び南アフリカに渡り、グラーフ＝ライネに住み、ケンジットの妹と結婚した。6歳の長男を病気で失った後、友人の植物学者のフランシス・ガスリー（Francis Guthrie）から勧められて1865年頃から植物収集を始めた。ヨーロッパの植物学者、ジョセフ・ダルトン・フッカーやウィリアム・ヘンリー・ハーヴェイ、グラハムズタウンのピーター・マクオーウェン(Peter MacOwan)と親交を結び、1869年にガスリーから贈られた、オーギュスタン・ピラミュ・ドゥ・カンドールの分類学の著書"Prodromus"などが彼の宝物になった。1875年からケニルワースに移り、弟のウォルターと株式仲買の仕事を始め、事業は成功した。1876年にはガスリーと初めてキューガーデンを訪れ、1月半ほど、標本の分類、命名作業を行い、充実した時間をすごした。帰路、乗船が座礁し標本と資料を失うが、再び新しい標本を収集し、南アフリカ各地の採集旅行を行い、自らの観察について多くの著書を執筆した。
事業の成功によって、多くの植物書籍を購入することが可能となり、ボタニカル・マガジンやボタニカル・レジスターなどの植物雑誌の全巻や、有名な植物画家のピエール＝ジョゼフ・ルドゥーテ、ニコラウス・フォン・ジャカン、フェルディナント・バウアー、フランシス・マッソンが図版を描いたフォリオ版の豪華本も収集した。ケープ大学にハリー・ボーラス教授職を創設し、奨学金の資金を提供した。膨大な標本と書籍をSouth African College（現在のケープタウン大学）に寄付した。南アフリカ哲学協会（South African Philosophical Society）の創立メンバーにもなった。
マメ科の植物の属名、BolusiaやBolusafra、Bolusanthus、ラン科の植物の属名、Neobolusia、Bolusiella など多くの学名に献名されている。

## 著作
- A Preliminary List of the Cape Orchids 1881
- Descriptions of the 117 Cape Peninsula Orchids（自作の36点の図版付）
- A Sketch of the Flora of South Africa 1886
- Icones Orchidearum Austro-Africanum Extra-tropicarum Volume 1 Part 1 1893.
- Icones Orchidearum Austro-Africanum Extra-tropicarum Part 2 1896.
- Icones Orchidearum Austro-Africanum Extra-tropicarum Volume 2 1911
- Icones Orchidearum Austro-Africanum Extra-tropicarum Volume 3 没後、Miss H. M. L. Kensitが編集 1913.
- A List of Flowering Plants and Ferns of the Cape Peninsula Wolley-Dodと共著
- "Ericaceae" for Flora Capensis Francis Guthrie、N. E. Brownと共著